# Kasia Cerekwicka

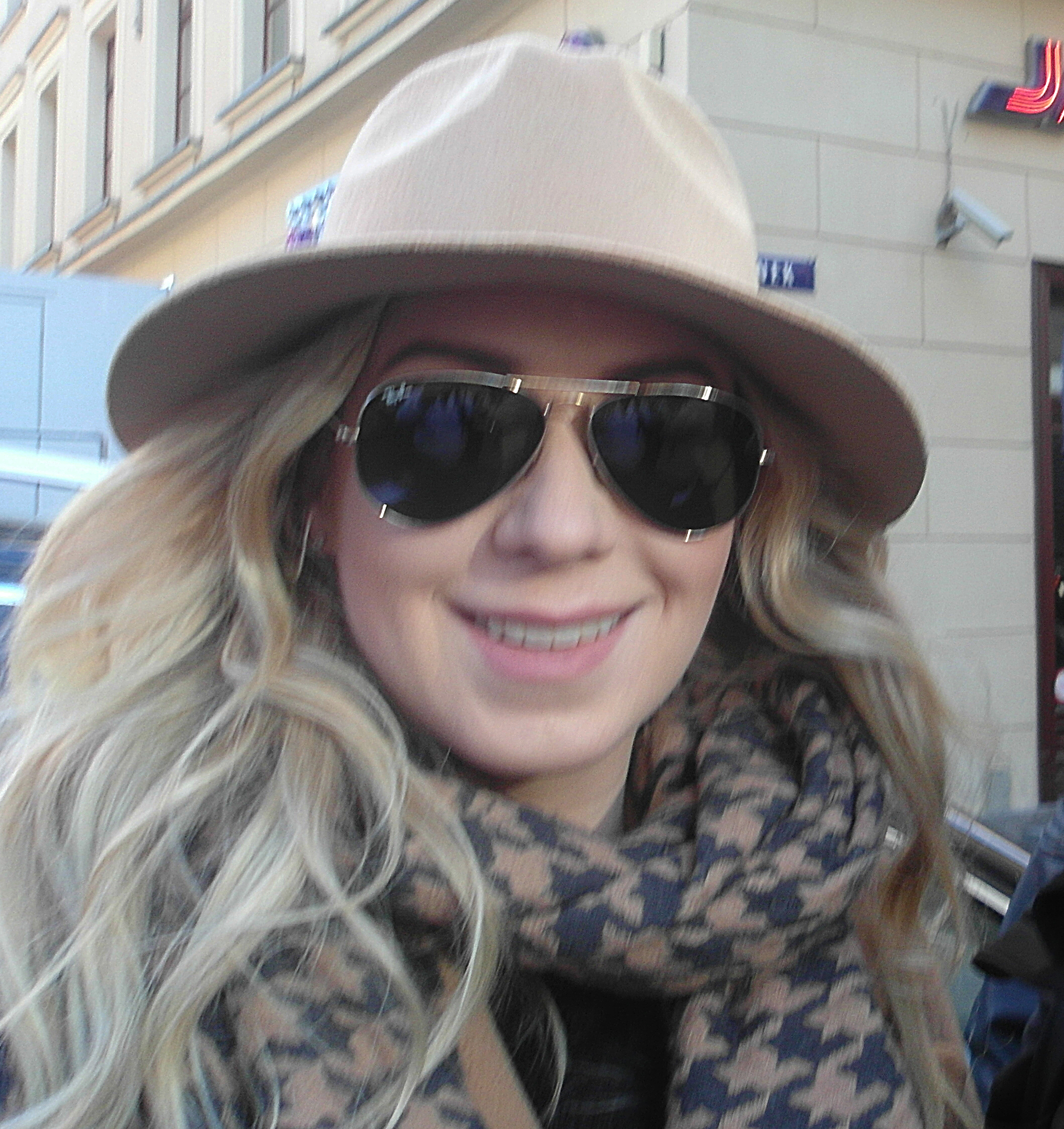
Kasia Cerekwicka (2011)

Kasia Cerekwicka, właśc. Katarzyna Elżbieta Cerekwicka (ur. 17 marca 1980 w Koszalinie) – polska piosenkarka i autorka tekstów.

## Życiorys
W 1993 roku ukończyła Ogólnokształcącą Szkołę Muzyczną I st. w Koszalinie w klasie fletu oraz z wyróżnieniem Akademię Muzyczną w Katowicach na Wydziale Jazzu i Muzyki Rozrywkowej. Jest absolwentką Szkoły Podstawowej nr 10 w Koszalinie. Przez dwa lata uczęszczała do Zespołu Szkół Samochodowych w Koszalinie. W drugiej klasie liceum przeprowadziła się do Warszawy i tam kontynuowała naukę w Centrum Kształcenia Ustawicznego. Studiowała politykę społeczną na Uniwersytecie Warszawskim. Jest magistrem sztuki i psychologii ogólnej, ukończyła psychotraumatologię na Uniwersytecie SWPS. Obecnie jest na trzecim roku szkolenia podyplomowego TPB.
W 1997 za interpretację piosenki Ewy Bem „Wyszłam za mąż, zaraz wracam” zdobyła pierwsze miejsce w jednym z odcinków programu Szansa na sukces, po czym zwyciężyła w koncercie finałowym programu przygotowywanym w Sali Kongresowej w Warszawie. Nagrodą za wygraną był udział w koncercie „Debiutów” podczas 34. Krajowego Festiwalu Piosenki Polskiej w Opolu. W 1998 wzięła udział w koncercie w Sali Kongresowej z okazji jubileuszu pięciolecia Szansy…, śpiewając u boku Violetty Villas oraz laureatek programu piosenkę „Śpiewać każdy może”. Występowała w zespole towarzyszącym Edycie Górniak oraz Kasi Klich. W marcu 1999 podpisała kontrakt z wytwórnią płytową Sony Music Entertainment Poland, pod której szyldem w 2000 wydała debiutancki album pt. Mozaika. Po latach podkreśliła, że na płycie znajdowały się piosenki, z których nie była do końca zadowolona. Sam album nie odniósł sukcesu, choć z pochodzącym z niego utworem „Kobieta jest jak księżyc” wystąpiła w konkursie „Premier” na 37. KFPP w Opolu.
Ogólnopolską popularność przyniosła jej piosenka „Na kolana”, z którą zajęła drugie miejsce w koncercie Piosenka dla Europy 2006 oraz za którą otrzymała Superjedynkę w kategorii „Przebój roku 2006” na 43. KFPP w Opolu. Utworem promowała album pt. Feniks, na którym umieściła także single: „Ostatnia szansa” i „Potrafię kochać”. W 2006 zajęła pierwsze miejsce w Bałtyckim Festiwalu Piosenki w Karlshamn. Wiosną 2007 uczestniczyła w piątej edycji programu rozrywkowego TVN Taniec z gwiazdami. W październiku 2007 wydała trzeci album studyjny pt. Pokój 203, który promowała utworami: „Zostań” i „S.O.S.”. W 2008 za piosenkę „Nie ma nic” odebrała nagrodę specjalną podczas festiwalu w Opolu. Z tym samym utworem wystąpiła w Operze Leśnej na Sopot Hit Festiwal, zajmując czwarte miejsce na 15 proponowanych piosenek. W listopadzie zaprezentowała singel „Żyj intensywnie”, który w zamyśle promował reedycję płyty Pokój 203, na której znaleźć miała się również piosenka „Nie ma nic”. Reedycja albumu jednak nigdy się nie ukazała, a utwór „Żyj intensywnie” znalazł się na kolejnej płycie piosenkarki.
W 2010 wydała utwór „Wszystko czego chcę od ciebie”, którym zapowiadała album pt. Fe-Male wydany 31 maja 2010. W tym samym roku wzięła udział w nagraniu utworu „Muzyki moc” stworzonego z okazji 10-lecia stacji Viva Polska. Była nominowana do nagrody Viva Comet 2010 w kategorii Artysta 10-lecia i pojawiła się epizodycznie w serialu TVN Majka. W lipcu za piosenkę „Wszystko czego chcę od ciebie” była nominowana do nagrody Superjedynki w kategorii „przebój roku”, a za dokonania artystyczne otrzymała nominację w kategorii „wokalistka roku”. Na drugi singiel z Fe-male wybrała utwór „Książę”, do którego nakręciła teledysk z udziałem Wojciecha Medyńskiego. Również w 2010 uczestniczyła w programie rozrywkowym Polsatu Just the Two of Us. Tylko nas dwoje, w którym była trenerką wokalną i partnerką Radosława Brzózki, a także nagrała cover utworu Hanny Banaszak „Żegnaj kotku” na potrzeby ścieżki dźwiękowej do Śniadanie do łóżka. W 2011 nagrała partie wokalne dla Glorii, jednej z głównych bohaterek filmu animowanego Happy Feet: Tupot małych stóp 2, a także została jurorką w programie Viva Polska Hot or Not.
Wiosną 2015 uczestniczyła w trzeciej edycji programu rozrywkowego Polsatu Twoja twarz brzmi znajomo; nagrodę za wygraną drugiego odcinka, czek na 10 tys. zł, przeznaczyła na rzecz fundacji „Zielony Liść”. 26 maja 2015 wydała album pt. Między słowami, z którym dotarła do 21. miejsca na polskiej liście sprzedaży OLiS. Wydawnictwo promowała tytułowym singlem, a także piosenkami: „Puls” (duet z Grzegorzem Hyżym) i „Szczęście”. „Między słowami” i „Szczęście” notowane były na liście najczęściej odtwarzanych utworów w polskich rozgłośniach radiowych AirPlay – Top, kolejno na 17. i 16. miejscu. Ponadto singel „Między słowami” uplasował się na 22. pozycji w notowaniu Radia Zet, podsumowującym 2015 rok. 14 czerwca 2015 wzięła udział w koncercie Muzyczna biografia – 90 lat Polskiego Radia w ramach 52. KFPP w Opolu; w duecie z Łukaszem Zagrobelnym wykonała utwór „Ktoś między nami” z repertuaru Anny Jantar i Zbigniewa Hołdysa. W listopadzie 2016 wydała album z kolędami zatytułowany Kolędy.
W lutym 2017 wydała singiel „Bez Ciebie”, którym zwiastowała swój siódmy album studyjny. Utwór dotarł do ósmego miejsca na polskiej liście airplay. 15 września 2017 podczas koncertu Debiuty w ramach 54. KFPP w Opolu zagrała recital z okazji 20 lat pracy artystycznej. Kolejnego dnia festiwalowego wygrała konkurs „Premiery” z utworem „Bez ciebie” i zdobyła Nagrodę im. Karola Musioła, a także nagrodę ZAiKS-u za najlepszy tekst do „Bez ciebie” wspólnie z Romanem Szczepankiem i Anną Dąbrowską. W 2018 zagrała samą siebie w filmie Patryka Vegi Kobiety mafii. 18 września 2020 wydała album pt. Pod skórą, który promowała singlem „Nigdy” utrzymanym w stylistyce R&B oraz muzyki lat 80. i 90.

## Dyskografia
- Mozaika (2000)
- Feniks (2006)
- Pokój 203 (2007)
- Fe-Male (2010)
- Między słowami (2015)
- Kolędy (2016)
- Pod skórą (2020)

## Filmografia
- 2010: Majka jako ona sama (odc. 94)
- 2018: Kobiety mafii jako ona sama
- 2018: Kobiety mafii (serial) jako ona sama (odc. 2)

Wykonanie piosenek
- 2000: 6 dni strusia – „Most między nami”
- 2010: Śniadanie do łóżka – „Żegnaj kotku”

## Nagrody i wyróżnienia
| Rok  | Konkurs/Ceremonia                      | Kategoria                                                                                       | Rezultat   |
| ---- | -------------------------------------- | ----------------------------------------------------------------------------------------------- | ---------- |
| 1997 | 34. KFPP w Opolu                       | Grand Prix konkursu Debiuty                                                                     | Nominacja  |
| 2000 | 37. KFPP w Opolu                       | Grand Prix konkursu Premiery (z utworem „Kobieta jest jak księżyc”)                             | Nominacja  |
| 2006 | Festiwal Piosenki Krajów Nadbałtyckich | Grand Prix (z utworem „Na kolana”)                                                              | Wygrana    |
| 2006 | Superjedynki 2006                      | Przebój roku („Na kolana”)                                                                      | Wygrana    |
| 2006 | Festiwal Jedynki 2006                  | Przebój Lata Jedynki 2006 – konkurs polski („Potrafię kochać”)                                  | 2. miejsce |
| 2006 | Fryderyki 2006                         | Produkcja muzyczna roku („Na kolana”)                                                           | Nominacja  |
| 2006 | Fryderyki 2006                         | Album roku pop (Feniks)                                                                         | Nominacja  |
| 2006 | Fryderyki 2006                         | Wokalistka roku                                                                                 | Nominacja  |
| 2006 | Fryderyki 2006                         | Piosenka roku („Na kolana”)                                                                     | Nominacja  |
| 2006 | Złote Dzioby 2006                      | Przebój roku („Na kolana”)                                                                      | Wygrana    |
| 2006 | Róże Gali 2006                         | Piękne debiuty                                                                                  | Nominacja  |
| 2007 | Eska Music Awards 2007                 | Artystka roku                                                                                   | Wygrana    |
| 2007 | Eska Music Awards 2007                 | Hit roku pop („S.O.S.”)                                                                         | Nominacja  |
| 2007 | Superjedynki 2007                      | Wokalistka roku                                                                                 | Nominacja  |
| 2007 | Złote Dzioby 2007                      | Nagroda Onet.pl za najlepszy polski teledysk („S.O.S.”)                                         | Nominacja  |
| 2007 | Viva Comet 2007                        | Artystka roku                                                                                   | Nominacja  |
| 2007 | Viva Comet 2007                        | Charts Award („S.O.S.”)                                                                         | Nominacja  |
| 2007 | Telekamery 2007                        | Muzyka                                                                                          | 3. miejsce |
| 2007 | Kobieta Roku Glamour 2007              | Piosenkarka                                                                                     | Nominacja  |
| 2008 | Viva Comet 2008                        | Artystka roku                                                                                   | Nominacja  |
| 2008 | 45. KFPP w Opolu                       | Grand Prix konkursu Premiery (z utworem „Nie ma nic”)                                           | Nominacja  |
| 2008 | 45. KFPP w Opolu                       | Nagroda specjalna TVP program 1 – „Dobre, bo (o)polskie”                                        | Wygrana    |
| 2008 | Eska Music Awards 2008                 | Artystka roku – Polska                                                                          | Nominacja  |
| 2008 | Eska Music Awards 2008                 | Album roku – Polska (Pokój 203)                                                                 | Nominacja  |
| 2008 | Eska Music Awards 2008                 | Hit roku – Polska („S.O.S.”)                                                                    | Nominacja  |
| 2008 | Fryderyki 2008                         | Wokalistka roku                                                                                 | Nominacja  |
| 2008 | Sopot Hit Festiwal 2008                | Polski hit lata 2008 („Nie ma nic”)                                                             | Nominacja  |
| 2008 | Yach Film 2008                         | Najlepszy wykonawca/zespół (za teledysk do „Nie ma nic”)                                        | Nominacja  |
| 2008 | MTV Europe Music Awards 2008           | Najlepszy polski wykonawca                                                                      | Nominacja  |
| 2010 | Viva Comet 2010                        | Artysta 10-lecia                                                                                | Nominacja  |
| 2010 | Superjedynki 2010                      | Przebój roku („Wszystko czego chcę od ciebie”)                                                  | Nominacja  |
| 2010 | Superjedynki 2010                      | Wokalistka roku                                                                                 | Nominacja  |
| 2010 | Bydgoszcz Hit Festiwal 2010            | Polski hit lata 2010 („Wszystko czego chcę od ciebie”)                                          | Nominacja  |
| 2011 | Viva Comet 2011                        | Artystka roku                                                                                   | Nominacja  |
| 2011 | Viva Comet 2011                        | Najlepsze na Viva-tv.pl (Viva i przyjaciele – „Muzyki moc”)                                     | Wygrana    |
| 2017 | 54. KFPP w Opolu                       | Grand Prix – Nagroda im. Karola Musioła w konkursie Premiery („Bez ciebie”)                     | Wygrana    |
| 2017 | 54. KFPP w Opolu                       | Nagroda ZAiKS-u za najlepszy tekst („Bez ciebie”; wraz z Romanem Szczepankiem i Anną Dąbrowską) | Wygrana    |